# Любчо Георгиевски
 Тази статия е за северномакедонският политик.  За северномакедонския общественик вижте Любчо Георгиевски (общественик).  
Любчо Георгиевски (на македонска литературна норма: Љупчо Георгиевски, изписва се и като Љубчо Георгиевски) е виден политик от Северна Македония.
Играе важна роля в създаването на суверенна и независима Северна Македония. Бил е подпредседател (вицепрезидент) на Социалистическа република Македония (1991) и министър-председател на Република Македония (1998 – 2002); съосновател е и председател на политическата партия ВМРО-ДПМНЕ (1990 – 2003), съосновател (2004) е и настоящ лидер на ВМРО Народна партия от 2012 г.
През юни 2006 г. придобива българско гражданство, самоопределя се като българофил.

## Биография
Георгиевски е роден на 17 януари 1966 година в град Щип. През 1988 година завършва сравнителна литература в Скопския университет „Св. св. Кирил и Методий“.

### Във ВМРО-ДПМНЕ
Съосновател е и първи председател на ВМРО-ДПМНЕ – от 17 юни 1990 до 13 май 2003 г.
След провъзгласяването на независимостта от Югославия е избран на 1 февруари 1991 г. за първия подпредседател (вицепрезидент) на Социалистическа република Македония, но по-късно през годината подава оставка от този пост.
Депутат е в парламента на страната в периода 1990 – 1994 г.

### Министър-председател
През периода от 30 ноември 1998 до 1 ноември 2002 г. Георгиевски е министър-председател на Република Македония.
По време на неговото управление са размразени двустранните отношение между България и Северна Македония, като през 1999 г. е подписана съвместна декларация на министър-председателите на двете страни, съдържаща компромисно решение на така наречения „езиков спор“.
През 2001 г. след войната в Косово, в Северна Македония избухва въоръжен конфликт между албански сепаратисти и северномакедонските въоръжени сили. След неколкомесечни сражения северномакедонските сили надделяват и сепаратистите са разоръжени. Георгиевски договоря военната подкрепа на България, която се оказва решаваща за младата република. С президента подписва Охридското споразумение с представители на 4 политически партии, включително на етническите албанци, на 13 август 2001 г. Споразумението прекратява въоръжения конфликт и поставя основата за подобряване на правата на етническите албанци. В тази връзка предлага създаването на етнически чисти държави на Балканите като единствен възможен вариант за тяхното развитие и мир в региона. Според него след неизбежното отделяне на Косово от Сърбия Северна Македония ще се обособи като 3-та албанска държава. За да няма вътрешни размирици, смята, че единственият възможен изход за Северна Македония е размяната на територия и население. Планът му се приема противоречиво. Според някои това е опит Северна Македония да се подели между Албания и България от българина Любчо Георгиевски, според други всичко, което е прогнозирал анализаторът Любчо Георгиевски, се е сбъднало, според трети това е начин македонизмът да се съхрани от разпад.

### Във ВМРО Народна партия
Георгиевски, след разногласия със следващия лидер на ВМРО-ДПМНЕ Никола Груевски, създава новата ВМРО Народна партия на 4 юли 2004 г. Той е неин неформален лидер до март 2007 г., когато отказва да се кандидатира от ВМРО-НП за президент, позовавайки се на проблеми със здравето.
В интервю за радио Свободна Европа на 6 март 2011 г. Георгиевски се обявява за компромис с Гърция за промяна на името на тогавашната Република Македония в името на евро-атлантическата интеграция на страната. Заявява: Македония вече не е само мултиетническа, а може да се каже и мултирелигиозна държава... Определя наложения след неговото управление процес на „антиквизация“ в страната като карикатурен и определя бутафорния проект „Скопие 2014“ като „Дисниленд на Балканите“. Остро критикува и систематично провежданата политика на българофобия на наследника си на премиерския пост Никола Груевски и го определя като сърбофил.
Избран е за лидер на партията на 26 февруари 2012 г.

### Българско гражданство
През юни 2006 г. Георгиевски придобива българско гражданство на основание на деклариран български произход на родителите му, въз основа на подписана нотариално заверена декларация за българско самосъзнание. След получаването на българско гражданство е подложен на жестоки критики в страната си и се оттегля от политиката за няколко години.
През лятото на 2007 г. взима участие в българския политически живот като член на инициативния комитет за издигане на Кирил Пендев за кандидат за кмет на Благоевград.

## Творчество
Автор е на 2 стихосбирки, сборник от разкази, публицистика и автобиография:
- „Остварување на вековниот сон“, НИП „Нова литература“, Скопје, 2001
- „С лице към истината. Избрани статии, есета, речи“, из-во „Балкани“, София, 2007, ISBN 978-954-9446-46-3
- '„Тоа сум јас“, 2012, „Лекс легис“, ISBN 9786086543

През юни 2012 г. представя своята автобиографична книга „Тоа сум јас“ („Това съм аз“), в която говори за своя личен живот и политическа кариера. В кигата констатира, че „македонците са най-големите фалшификатори на балканската история“.

## Рекорд
Георгиевски е включен (1999) в Книгата за рекорди на Гинес като най-младия премиер. При встъпване в премиерската длъжност е на 32 години.

## Семейство
Любчо Георгиевски е женен за Снежана Георгиевска, с която има син на име Лъв (Лав).